# Gavril Serfőző
Gavril Serfőző (* 25. September 1926 in Oradea, Kreis Bihor; † 16. Mai 2002 ebenda) ist ein ehemaliger rumänischer Fußballspieler ungarischer Abstammung. Er bestritt 222 Partien in der höchsten rumänischen Fußballliga, der Divizia A, und nahm an den Olympischen Spielen 1952 teil.

## Karriere

### Verein
Serfőző begann mit dem Fußballspielen in seiner Heimatstadt Oradea bei Nagyváradi AC, da die Stadt nach dem Zweiten Wiener Schiedsspruch zu Ungarn gehörte. Nach dem Ende des Zweiten Weltkrieges blieb er dem Verein, der unter dem Namen Libertatea Oradea antrat, treu und rückte in die erste Mannschaft auf, die in der höchsten rumänischen Liga, der Divizia A, spielte. Dort kam er am 1. September 1946 zu seinem ersten Einsatz.
Serfőző blieb bis zur Winterpause der Saison 1948/49 in Oradea und wechselte anschließend zu CSCA Bukarest (später Steaua Bukarest), wodurch er mit Oradea den Gewinn der Meisterschaft verpasste. Mit CSCA konnte er aber 1949 und 1950 den rumänischen Pokal gewinnen.
Zu Beginn der Saison 1951 kehrte Serfőző nach Oradea zurück und spielte erneut für seinen Heimatverein, der nunmehr unter dem Namen Progresul Oradea antrat. Von dort kam er im Jahr 1953 zum Ligakonkurrenten Flamura Roșie Arad – wie seine vorherigen Vereine auch einer der führenden rumänischen Verein zu jener Zeit. In Arad gewann er im Jahr 1953 zum dritten Mal den Pokal und ein Jahr später die Meisterschaft.
Serfőző blieb bis zum Jahr 1958 in Arad, als er für ein Jahr gesperrt wurde. Anschließend ging er in die Divizia B und spielte zunächst für CSM Reșița und CFR Timișoara, wo er im Jahr 1962 seine Karriere beendete.

### Nationalmannschaft
Gavril Serfőző kam von 1950 bis 1954 zu 13 Einsätzen für die rumänische Fußballnationalmannschaft und erzielte dabei zwei Tore. Sein erstes Spiel im Nationaltrikot hatte er am 21. Mai 1950 gegen die Tschechoslowakei. Im Jahr 1952 gehörte er dem rumänischen Aufgebot für das Fußballturnier der Olympischen Spiele in Helsinki an und kam im Spiel gegen den späteren Olympiasieger Ungarn zum Einsatz.

## Erfolge
- Teilnehmer an Olympischen Spielen: 1952:
- Rumänischer Meister: 1954
- Rumänischer Pokalsieger: 1949, 1950, 1953